# Elecciones generales de Zanzíbar de enero de 1961
Las elecciones generales se celebraron en Zanzíbar el 17 de enero de 1961 para el Consejo Legislativo. El resultado vio al Partido Afro-Shirazi (PAS) ganó diez escaños, el Partido Nacionalista de Zanzíbar (ZNP) nueve, y el Partido Popular de Zanzíbar y Pemba (ZPPP) tres.
El Libro Guinness de los récords mundiales enumeró el resultado en sus ediciones anuales bajo 'Elección más cerrada', el Partido Afro-Shirazi (ASP) ganó 10 escaños, y el Partido Nacionalista de Zanzíbar (ZNP) ganó 9. Específicamente, el escaño para la circunscripción de Chake-Chake se ganó por el margen de un voto, con 1,538 para el ASP y 1,537 para el ZNP.
Como tanto la ASP como la ZNP intentaron formar un gobierno, dos miembros de la ZPPP se unieron a la ZNP y uno a la ASP. Debido al estancamiento resultante, se celebraron nuevas elecciones en junio.
De los 94,310 votantes registrados, casi 85,000 votaron.

## Resultados
| Partido                                    | Votos  | %     | Escaños | +/-   |
| ------------------------------------------ | ------ | ----- | ------- | ----- |
| Partido Afro-Shirazi (PAS)                 | 36,698 | 43.19 | 10      | +5    |
| Partido Nacionalista de Zanzíbar (ZNP)     | 32,724 | 38.52 | 9       | Nuevo |
| Partido Popular de Zanzíbar y Pemba (ZPPP) | 15,541 | 18.29 | 3       | Nuevo |
| Total                                      | 84,963 | 100   | 22      | +16   |
| Registrados/Participación                  | 94.310 |       | –       | –     |
| Fuente: African Elections Database         |        |       |         |       |